# Clause 28
Clause 28 (auch Section 28) war eine Gesetzeserweiterung des Local Government Act von 1986 des Vereinigten Königreichs während der Zeit der konservativen Parlamentsmehrheit unter Margaret Thatcher, die „Förderung der Homosexualität“ durch lokale Behörden verbot und am 24. Mai 1988 parlamentarisch verabschiedet wurde.

## Beschreibung
Das Gesetz wurde eingebracht von David Wilshire und erhielt vehemente Unterstützung von Jill Knight. Es verbot Gemeinden, Schulen und Kommunalbehörden die „Förderung von Homosexualität“, was zur Konsequenz hatte, dass in allen Bereichen des öffentlichen Lebens nur noch negativ über Homosexualität berichtet werden durfte. Dies führte zu einer Mobilisierung der Lesben- und Schwulenbewegung in Großbritannien, die in dem Gesetz eine Zensurmaßnahme sah. Durch die weitreichenden Kompetenzen der britischen Lokalbehörden befürchtete man Einflüsse auf die Sozialversicherung, das Wohnungsamt, das örtliche Gesundheitswesen, Schule, Colleges, Büchereien und Jugendgruppen, Finanzierung von Beratungs- und Hilfsprojekten, Bezuschussung zahlreicher Theater, Kinos und Kunstgalerien, Lizenzvergabe und Mietverträge für Cafés, Lokale und Clubs, zur Verfügungstellung von Versammlungsräumen für Festivals und Kundgebungen, Verweis von Ratsuchenden an lesbischschwule Beratungs- und Selbsthilfeeinrichtungen. Regelungen für Chancengleichheit und gegen Diskriminierung waren ebenfalls nicht mehr möglich. Selbstzensur in Schulen, fehlende Maßnahmen gegen Diskriminierung und die Unterbindung der Möglichkeit, dass für Homosexualität als Lebensform um Verständnis geworben werden könne, wurden befürchtet. Die Labour-Regierung unter Tony Blair unternahm ab dem Jahr 2000 Versuche, das Gesetz abzuschaffen, was letztlich erst mit dem Local Government Act 2003 geschah, welcher am 18. September 2003 Gesetzeskraft erlangte und am 18. November 2003 in Kraft trat.
Der bayerische Innenstaatssekretär Peter Gauweiler forderte 1988 im Zusammenhang mit AIDS ein „Programm gegen die nationale Dekadenz, wie es Margaret Thatcher formuliert hat“.

## Wortlaut
| englisches Original | | deutsche Übersetzung |
| --- | --- | -------------------- |
| (1) A local authority shall not - | (1) Kommunalbehörden dürfen nicht - |                      |
| (a) intentionally promote homosexuality or publish material with the intention of promoting homosexuality;                                            | (a) Homosexualität absichtlich begünstigen oder Material mit der Absicht, Homosexualität zu begünstigen, veröffentlichen;                                       |                      |
| (b) promote the teaching in any maintained school of the acceptability of homosexuality as a pretended family relationship.                           | (b) das Lehren in einer betriebenen Schule über die Akzeptierbarkeit von Homosexualität als eine vorgebliche Familienbeziehung begünstigen.                     |                      |
| (2) Nothing in subsection (1) above shall be taken to prohibit the doing of anything for the purpose of treating or preventing the spread of disease. | (2) Nichts aus Absatz (1) oben soll Grund sein, um eine Handlung mit dem Zweck der Behandlung oder der Vorbeugung der Ausbreitung von Krankheiten zu verbieten. |                      |